# Almagro (Buenos Aires)
Almagro is een wijk (barrio) van de Argentijnse hoofdstad Buenos Aires.

## Geschiedenis
In de achttiende eeuw was het gebied wat nu het westen van Almagro is eigendom van de Portugese koopman Carlos de los Santos Valente. Het oostelijke en noordelijke deel waren bezit van de Spanjaard Juan María de Almagro y de la Torre, een advocaat. Na de Argentijnse revolutie confisqueerde de regering het gebied, maar gaf het in 1820 weer terug aan Valente en de la Torre. Beiden deden aan landbouw en waren niet voor stedelijke ontwikkeling.
Tijdens de negentiende eeuw werd een groot deel van de buurt bezet door zuivel- en steenfabrieken. In 1880 werd Almagro officieel een barrio van Buenos Aires.
De buurt groeide alsmaar. In 1878 werd een kerk gebouwd, er kwam een tramspoort en er was een grote immigratie van Basken en Italianen.

## Sport
De Argentijnse topclub CA San Lorenzo de Almagro komt oorspronkelijk uit Almagro, maar heeft nu het stadion in het nabijgelegen Flores (Buenos Aires). De wijk heeft wel nog de kleinere club Club Almagro dat enkele seizoenen op het hoogste niveau speelde.
Agronomía · Almagro · Balvanera · Barracas · Belgrano · Boedo · Caballito · Chacarita · Coghlan · Colegiales · Constitución · Flores · Floresta · La Boca · La Paternal · Liniers · Mataderos · Monte Castro · Monserrat · Nueva Pompeya · Núñez · Palermo · Parque Avellaneda · Parque Chacabuco · Parque Chas · Parque Patricios · Puerto Madero · Recoleta · Retiro · Saavedra · San Cristóbal · San Nicolás · San Telmo · Vélez Sársfield · Versalles · Villa Crespo · Villa del Parque · Villa Devoto · Villa Lugano · Villa Luro · Villa Mitre · Villa Ortúzar · Villa Pueyrredón · Villa Real · Villa Riachuelo · Villa Santa Rita · Villa Soldati · Villa Urquiza